# Antek Smykiewicz
Antek Smykiewicz, vlastním jménem Antoni Smykiewicz (12. červenec 1987 Varšava, Mazovské vojvodství, Polsko) je polský zpěvák a skladatel. Na polský hudební trh vstoupil hitem „Pomimo burz“.

## Hudební kariéra

### Počátky kariéry
Svou kariéru započal v roce 2010 jako zpěvák v kapele Ściana Wschodnia, kterou také spoluzaložil. Ve stejném roce vyhrál celostátní festival III Karaoke MAXXX Festiwal, který se konal v Opolích organizovaný rozhlasovou stanice RMF Maxxx.
V roce 2011 se zúčastnil první řady soutěže The Voice of Poland, ve které se zařadil do týmu Andrzeje Piaseczného. Zpěvák se dostal do finále, ve kterém obsadil druhé místo. O tři roky později se zúčastnil 7. ročník talentové show Must Be the Music. Tylko muzyka, kde se dostal do semifinále.

### Od 2015: „Pomimo burz” a album Nasz film
Na podzim roku 2014 zpěvák podepsal nahrávací smlouvu s Universal Music Polska. V roce 2015 vydal svůj debutový singl „Pomimo burz”, který napsal a složil Marek Kościkiewicz. Píseň se stala hitem a vyšplhala se na 1. místo v žebříčku AirPlay nejhranějších písní polských rádií. Kromě toho píseň získala v Polsku čtyřnásobné platinové certifikace za prodej více než 80 000 kopií.
Dne 31. prosince byl jedním z umělců, kteří vystoupili během silvestrovského koncertu v Krakově, který organizovala stanice TVN. Na počátku roku 2016 měl premiéru jeho druhý singl „Limit szans”, který byl vytvořen ve spolupráci se samotným zpěvákem (text) s Przemysławem Pukiem (hudba) a Sarsou (text a hudba). Kompozice se umístila nejvýše na 21. místě v žebříčku AirPlay.
Dne 6. května vyšlo jeho debutové studiové album Nasz film (Náš film), na které se nacházelo 11 skladeb, na kterých se autorsky podílel samotný zpěvák, ale i zpěvák Sarsa, Mark Kościkiewicz, Ewa Farna a Przemysław Puka.
Dne 28. května vystoupil na koncertě Rádiový hit roku v průběhu druhého dne festivalu Polsat SuperHit Festiwal, kde zazpíval singl „Pomimo burz”. Ten se zařadil mezi jedny z nejčastěji vysílaných písní v polských rozhlasových stanicích v předchozím roce. Se stejnou písní se na začátku června zúčastnil soutěže Debiuty, který se konal v rámci 53. Národního festivalu polské písně v Opole.
W latech 2018–2020 vydal singly „Neony”, „Hasztag”, „Jak wiatr” a „Ot tak”

## Osobní život
Antek Smykiewicz se narodil 12. července 1987 ve Varšavě. Má devět sourozenců. Vystudoval hudební školu se zaměřením na akordeon.

## Diskografie

### Studiová alba
| Rok  | Detaily                                                                                                   |
| ---- | --- |
| 2016 | Nasz film - Vydáno: 6. květen 2016 - Vydavatelství: Universal Music Polska - Formát: CD, digital download |

### Singly
| Rok  | Název         | Nejvyšší umístění v žebříčku | Nejvyšší umístění v žebříčku | Nejvyšší umístění v žebříčku | Nejvyšší umístění v žebříčku | Nejvyšší umístění v žebříčku | Nejvyšší umístění v žebříčku | Nejvyšší umístění v žebříčku | Certifikace       | Prodeje        | Album     |
| Rok  | Název         | POL (airplay)                | POL (airplay nowości)        | RMF                          | Eska                         | Zet                          | Maxxx                        | SLiP                         | Certifikace       | Prodeje        | Album     |
| ---- | ------------- | ---------------------------- | ---------------------------- | ---------------------------- | ---------------------------- | ---------------------------- | ---------------------------- | ---------------------------- | ----------------- | -------------- | --------- |
| 2015 | „Pomimo burz” | 1                            | 4                            | 1                            | 1                            | 2                            | 1                            | 3                            | - POL: 4× platina | - POL: 80 000+ | Nasz film |
| 2016 | „Limit szans” | 21                           | 3                            | –                            | 7                            | –                            | –                            | 37                           |                   |                | Nasz film |
| 2016 | „Jak sen”     | 47                           | 1                            | –                            | 5                            | –                            | –                            | –                            |                   |                | Nasz film |

### Ostatní kompozice
| Rok  | Název                                                                                                  | Album               |
| ---- | --- | ------------------- |
| 2014 | „Raj będzie nasz” (Tomasz Lubert feat. Nika, Marcin Spenner, Antek Smykiewicz)                         | Z miłości do muzyki |
| 2015 | „Ten zimowy czas” (& Siemacha)                                                                         | Gwiazdy po kolędzie |
| 2015 | „Gdy się Chrystus rodzi” (& Margaret, Rafał Brzozowski, Sarsa, Kasia Popowska, Pamela Stone, Siemacha) | Gwiazdy po kolędzie |

## Ocenění a nominace
| Rok  | Ocenění                                   | Kategorie                        | Výsledek |
| ---- | ----------------------------------------- | -------------------------------- | -------- |
| 2016 | Polsat SuperHit Festiwal 2016             | Rádiový hit roku („Pomimo burz”) | nominace |
| 2016 | 53. Národní festival polské písně v Opole | Debiuty                          | nominace |
| 2016 | Eska Music Awards 2016                    | Najlepší interpret               | nominace |
| 2016 | Eska Music Awards 2016                    | Najlepší hit („Pomimo burz”)     | nominace |
| 2016 | Eska Music Awards 2016                    | Najlepší rádový debut            | nominace |